# Klíše
Klíše (německy Kleische) je část statutárního a krajského města Ústí nad Labem v České republice, spadající pod městský obvod Ústí nad Labem-město. Nachází se v západní části města a její katastrální území, do něhož částečně zasahuje i místní část Ústí nad Labem-centrum, se rozkládá na 2,77 km2. V roce 2009 zde bylo evidováno 1672 adres. V roce 2011 zde trvale žilo 6899 obyvatel.

## Historie
Dle nálezů z konce 19. století na místě žili lidé již v období pravěku. První písemná zmínka o obci Klíše pochází z roku 1328. Avšak nepřímé zmínky se objevují už z roku 1169, kdy král Vladislav II. věnoval Johanitům obce Bořislav a Hrbovice, ke kterým patřilo i území takzvaných Klíšských hor. Ti vesnici vlastnili až do roku 1454 společně s dalšími, které vznikly na dalších částech zmíněného území. Samostatnost obec získala v roce 1848. Do půlky 19. století se jednalo převážně o zemědělskou vesnici podobnou ostatním v okolí města s cihelnou, vlastněnou rodem Westphalenů, který zároveň vlastnil jako poslední klíšský velkostatek. Náves, na které stála kaple sv. Floriána, se nacházela v oblasti křížení dnešních ulic Klíšská a Jateční. Již v 70. letech byly polnosti v dolní části poblíž Předlic rozparcelovány a první továrnou v katastrálním území byla sklárna postavená mezi lety 1873 až 1874. Vývoj pokračoval především v 90. letech zřízením hřbitova na Ovčím Vrchu, stavbou silnic a zahájením výstavby nemocnice. Roku 1898 byl klíšský velkostatek odkoupen Ústím nad Labem od rodu Westphalenů. Následně byl vypracován urbanistický plán vilové zástavby směrem k Střížovickému vrchu. Naopak v dolní části původní obce poblíž Předlic se pokračovalo s budováním nových továren. Součástí města se obec stala roku 1900. Společně s navyšováním počtu obyvatel se na Klíši stavěla i řada škol, například dnešní SPŠ Resslova nebo budova původní obecné školy, kde dnes sídlí gymnázium.
Vývoj pokračoval i za první republiky. Z důvodu velkého nedostatku bytů se rozhodlo město začít stavět vlastní bytové domy především na Klíši. První domy se začaly budovat v roce 1919 v okolí dnešních Smetanových sadů. Ani ty však úplně nedostatek bytů nevyřešily a tak se pokračovalo v dalších etapách především v období hospodářské krize na přelomu 20. a 30. let. Z období výstavby komunálních bytů také pochází takzvané S-domy pojmenované dle svého specifického tvaru. V roce 1930 byl zřízen parčík v centru čtvrtě na takzvané Hvězdě, kde se dřív nacházel obecní rybník. Stejného roku byla dostavěna České menšinová škola od architekta Gočára.  Do začátku války zde byla postavena řada dalších škol jako například dnešní Zdravotnická škola případně české gymnázium, kde dnes sídlí pedagogická fakulta UJEP. Roku 1937 byla také dostavěna nová okresní nemocnice. Většina areálu byla v druhém desetiletí 21. století zbourána a nahrazena kampusem univerzity. Bytová výstavba pokračovala v 40. a v 50. letech, kdy byla zbourána kaplička na původní návsi. V dalších desetiletích byly postaveny na místě výškové domy vysokoškolských kolejí. 

## Přírodní poměry
Klíše se nachází mezi třemi vrcholy – Střížovický vrch (342 m n. m.), Ovčí Vrch (219 m n. m.) a Holoměř (294 m n. m.) Klíšský kopec, jak byl dříve Střížovický vrch nazýván, je tvořen vyvřelými horninami čedičem a tefritem. Bývá označován jako poslední vyvýšenina České středohoří v oblasti Ústí nad Labem a poblíž jeho vrcholu se nachází obec Střížovice. Také Holoměř je vulkanického původu a lze zde najít zeolit.
Čtvrtí protéká podle ní přímo pojmenovaný Klíšský potok, který začíná v Libouchci oddělením od Jílovského potoka. Na většině toku ve městě je veden pod povrchem v tunelu začínajícím na Bukově končícím až u areálu Spolku pro chemickou a hutní výrobu. V oblasti Klíše se tedy vůbec nedostává na povrch. Za areálem chemičky se vlévá do Bíliny. 

## Obyvatelstvo
| Rok            | 1843 | 1869 | 1880 | 1890  | 1900  | 1910  | 1921 | 1930  | 1950 | 1961   | 1970   | 1980   | 1991  | 2001  | 2011  |
| -------------- | ---- | ---- | ---- | ----- | ----- | ----- | ---- | ----- | ---- | ------ | ------ | ------ | ----- | ----- | ----- |
| Počet obyvatel | 221  | 346  | 551  | 1 388 | 2 392 | 3 889 | –    | 8 256 | –    | 15 326 | 12 286 | 10 039 | 8 217 | 7 119 | 6 899 |
| Počet domů     | 38   | 50   | 55   | 90    | 118   | 202   | 246  | 610   | –    | –      | 903    | 887    | 843   | 856   | 889   |

## Společnost

### Školství
Na Klíši se nachází řada základních a středních škol. Svůj kampus zde má Univerzita Jana Evangelisty Purkyně v areálu bývalé okresní nemocnice a budově původního českého gymnázia. V bezprostřední blízkosti se nachází Střední průmyslová škola Resslova, Střední a Vyšší odborná škola zdravotnická a dvě základní školy v ulicích České mládeže a Palachova. Poblíž původní návsi, kde stojí vysokoškolské koleje, v oblasti trolejbusové zastávky Klíše lázně se nachází na Ovčím vrchu Střední odborná a průmyslová škola stavební a v Jateční ulici směrem do Předlic Gymnázium Jateční.

### Sport
Ve čtvrti se nachází městské Plavecký areál Klíše založený jako termální lázně již za první republiky doplněný o krytou halu v 80. letech. Dále se zde nachází sportovní centrum Sluneta, kde se koná mimo jiné tradiční Mezinárodní taneční festival. Další sportovní hala se nachází v areálu UJEP.

## Kulturní památky
- Česká obecná a občanská menšinová škola v Ústí nad Labem - funkcionalistická stavba dle projektu Josefa Gočára